# Пол Деркін
Пол Ентоні Деркін (англ. Paul Anthony Durkin; нар. 15 серпня 1955, Веймут, Дорсет) — англійський футбольний арбітр, арбітр ФІФА у 1994—2004 роках.

## Біографія
В англійській Прем'єр-лізі Деркін працював з 1992 року, завершив кар'єру в 2004 році. За цей час він відсудив у Прем'єр-лізі 246 матчів, у яких показав 612 жовтих та 25 червоних карток. В 1996 році був четвертим арбітром на матчі чемпіонату Європи між збірними Франції та Болгарії, але після травми головного арбітра Дермотта Галлахера вже на 20-й хвилині замінив його. На чемпіонаті світу 1998 року Деркін був єдиним представником Англії у суддівському корпусі. Він судив матч між збірними Італії та Австрії у групі B. Деркін також працював на матчах єврокубків, у 1998 році судив фінал Кубка Англії між «Арсеналом» і «Ньюкаслом», а в 2003 році фінал Кубка футбольної ліги між «Ліверпулем» і «Манчестер Юнайтед».
Після завершення кар'єри футбольного арбітра Деркін недовго працював на телеканалі ITV, виконуючи роль судді змагань між учасниками ігрового шоу Simply the Best.

## Статистика
| Сезон   | Турнір                  | Ігор | Карток | Карток  | Карток | Пенальті |
| Сезон   | Турнір                  | Ігор | ЖК     | YK · RK | RK     | Пенальті |
| ------- | ----------------------- | ---- | ------ | ------- | ------ | -------- |
| 2003/04 | Англійська Прем'єр-ліга | 24   | 46     | 0       | 1      | 4        |
| 2002/03 | Англійська Прем'єр-ліга | 21   | 51     | 2       | 1      | 4        |
| 2001/02 | Англійська Прем'єр-ліга | 20   | 56     | 1       | 2      | 2        |
| 2000/01 | Англійська Прем'єр-ліга | 22   | 40     | 1       | 1      | 6        |
| 1999/00 | Англійська Прем'єр-ліга | 21   | 63     | 2       | 0      | 6        |
| 1998/99 | Англійська Прем'єр-ліга | 19   | 51     | 0       | 1      | 1        |
| 1997/98 | Англійська Прем'єр-ліга | 20   | 64     | 0       | 4      | 4        |
| 1996/97 | Англійська Прем'єр-ліга | 24   | 52     | 2       | 1      | 4        |
| 1995/96 | Англійська Прем'єр-ліга | 24   | 75     | 1       | 2      | 6        |
| 1994/95 | Англійська Прем'єр-ліга | 20   | 70     | 1       | 3      | 3        |
| 1993/94 | Англійська Прем'єр-ліга | 18   | 27     | 0       | 2      | 2        |
| 1992/93 | Англійська Прем'єр-ліга | 11   | 21     | 0       | 1      | 2        |
| Всього  | Всього                  | 244  | 616    | 10      | 19     | 44       |